# Іващенко Валерій Володимирович (футболіст)
Валерій Володимирович Іващенко (нар. 25 листопада 1980, Київ) — український футбольний тренер, колишній футболіст, що виступав на позиції півзахисника. В 2021—2024 роках — головний тренер ФК «Оболонь».
Старший брат іншого українського футболіста, Олександра Іващенка.

## Клубна кар'єра
Футбольну кар'єру розпочав у 1998 році в складі вищолігового запорізького «Металурга», паралельно з матчами в першій команді залучався й до виступів за друголіговий фарм-клуб запорожців, «Металург-2». У 2004 році перейшов до першолігового івано-франківського «Спартака», але зігравши 1 поєдок у футболці івано-франківців, був відправлений до їх фарм-клубу, «Спартака-2» (Калуш). Проте й у Калуші основним гравцем не став, зігравши в 2 поєдинках другої ліги. Тому того ж року приєднався до першолігової столичної «Оболоні». 16 квітня 2007 року на 10-й хвилині поєдинку проти ФК «Львова» зіткнувся з партнером по команді, через що отримав численні переломи кіток обличчя. У складі «пивоварів» відіграв майже 4 сезони. З 2008 по 2009 рік був гравцем охтирського «Нафтовика-Укрнафти». На початку січня 2010 року був на перегляді в ФК «Кривбасі», але не зміг вразити тренерський штаб криворожан. У 2010 році підписав контракт з ПФК «Олександрія». У футболці олександрійців дебютував 15 березня 2010 року в переможному (3:1) домашньому поєдинку 17-о туру першої ліги проти луцької «Волині». Валерій вийшов у стартовому складі, на 14-й хвилині отримав жовту картку, а на 61-й хвилині його замінив Олександр Казанюк. Дебютним голом у складі ПФК відзначився 23 травня 2010 року на 67-й хвилині переможного (4:0) домашнього поєдинку 31-о туру першої ліги проти івано-франківського «Прикарпаття». Іващенко вийшов на поле в стартовому складі, а на 68-й хвилині його замінив Олександр Кочура. В Олександрії відіграв півтора сезони, за цей час у першій лізі чемпіонату України відіграв 37 матчів та відзначився 6-а голами, ще 3 матчі (1 гол) провів у кубку України. Напередодні початку сезону 2011/12 років повернувся до київської «Оболоні». Проте основним гравцем «пивоварів» не став, зігравши того сезону в одному поєдинку. Наступний сезон провів в «Оболоні-2», але й там не був основним гравцем. У команді виступав до 2013 року, коли київський клуб було розформовано. У 2013 році став гравцем новоствореного аматорського клубу «Оболонь-Бровар». Був у заявці «Оболонь-Бровара» на другу лігу сезону 2013/14 років, але на поле не виходив. По закінченні цього сезону завершив кар'єру гравця.

## Кар'єра тренера
У 2014 році очолив «Оболонь-Бровар-2», яка виступала у чемпіонаті Київської області. У 2017 році виконував обов'язки головного тренера першої команди. З 2018 року — асистент головного тренера київської «Оболоні-Бровар».